# 南中站
南中站（韓語：남중역）是朝鮮民主主義人民共和國两江道雲興郡南中勞動者區的一個鐵路車站，属于白头山青年线。

## 邻近车站
白头山青年线
岭南站 - 南中站 - 生长站